# Cervera komaii
Cervera komaii is een zachte koraalsoort uit de familie Cornulariidae. De koraalsoort komt uit het geslacht Cervera. Cervera komaii werd in 1950 voor het eerst wetenschappelijk beschreven door Utinomi. 